# Греем-Белл (аеродром)
Греем-Белл (рос. Греэм-Белл) — закинутий військовий аеродром на північній частині острова Греем-Белл архіпелагу Земля Франца-Йосипа в Баренцевому морі. За часів СРСР вважався найпівнічнішим аеродромом у світі. Входить до складу Архангельської області. Знаходиться на території державного природного заказника федерального значення «Земля Франца-Йосифа».

## Історія
Історія виникнення аеродрому невідома. Імовірно аеродром створений в 1950-х роках. Аеродром існував за часів СРСР. Частини російських збройних сил покинули його в 1993 році. Після них залишився льодовий аеродром, а також два військових селища. У селищах колись розташовувалася 30-а окрема радіолокаційна рота «Греем-Белл» і окрема авіаційна комендатура.
Аеродром забезпечував посадку найбільшого транспортного літака Ан-124.
Авіакомендатура підтримувала льодовий аеродром в працездатному стані. Смуга аеродрому була довга, широка, добре вкатана — крижаний «бетон». Краї смуги представляли собою прямовисні триметрові стіни зі спресованого часом і морозом снігу. Тоді аеродром ще міг приймати важкі літаки. Після 1993 року — вже ні.
18 березня 1988 р. Віктор Георгійович Пугачов на літаку Су-27УБ із системою дозаправки в групі з літаками Су-27 авіації ППО виконав політ з посадкою на аеродром. Політ виконаний з метою показати можливість експлуатації даного зразка техніки в високих широтах.
У 2013 році в ході робіт з «Очищення Арктики» аеродром фактично знищений, залишилося тільки кілька розрізнених елементів аеродромної інфраструктури: РСП, СКП, середній привід, а також антена РЛС, корпус літака й авіадвигун.
В кінці 2010-х років передбачалося відновлення аеродрому найближчим часом.

## Події
- 20 жовтня 1963 року в районі аеродрому зазнав катастрофи літак Іл-14 Управління Полярної авіації.

- 3 травня 1986 при заході на посадку зіткнувся зі сніговим бруствером Ан-12 (СРСР-12962). При спробі евакуації через 9 днів літак затонув.[7]